# Цеблов
Цеблов (укр. Цеблів) — село в Белзской городской общине Шептицкого района Львовской области Украины.
Население по переписи 2001 года составляло 312 человек. Занимает площадь 1,04 км². Почтовый индекс — 80046. Телефонный код — 3257.